# Tanzània
Tanzània és un país situat a l'Àfrica oriental. Limita al nord amb Kenya i Uganda, a l'oest amb Ruanda, Burundi, la República Democràtica del Congo, al sud amb Zàmbia, Malawi i Moçambic i a l'est amb l'oceà Índic. El país té una superfície de 945.087 km² i la seva població supera els 60 milions d'habitants. A Tanzània hi ha el volcà Kibo en el massís volcànic del Kilimanjaro que, amb 5.895 metres és la muntanya més alta d'Àfrica.
Tanganyika (la part continental de l'actual Tanzània) fou una colònia alemanya des de la dècada de 1880 fins a 1919, quan fou entregada al Regne Unit, a conseqüència de derrota d'Alemanya a la Primera Guerra Mundial; Zanzíbar, la part insular, era un soldanat independent, que esdevingué un protectorat britànic per la mateixa època. Tanganyika aconseguí la independència el 13 de desembre de 1962 i, el 26 d'abril de 1964, es va unir a Zanzíbar per crear la República Unida de Tanzània.
La capital oficial de Tanzània va ser traslladada des de Dar es Salaam a la costa de l'Índic fins a Dodoma al centre del país el 1996, tanmateix, molts negociats del govern romanen a Dar es Salam que és el principal pol econòmic.

## Etimologia
En unir-se Tanganyika i Zanzíbar es va convocar un concurs internacional per a anomenar el nou estat. La proposta guanyadora va ser Tanzània, on tan feia referència a Tanganyika i zan a Zanzíbar. Es va fer èmfasi en el fet que el nom s'havia de pronunciar a la suahili. Això és, com una paraula plana (amb accent a la i). Malgrat això, l'adaptació oficial al català és esdrúixola, amb accent a la segona “a”.

## Història

### Prehistòria
A Tanzània s'han trobat alguns dels assentaments humans més antics, incloent els de la gola d'Olduvai on s'han trobat les petjades humanes més antigues (3,6 milions d'anys) a Laetoli. En aquesta gola es van trobar restes d'Australopithecus i Paranthropus; Tanzània és un dels països en què es creu que van aparèixer els primers éssers humans.

### Comerciants estrangers
Des d'antany, Tanzània rebé la visita de comerciants estrangers, primer perses i després àrabs, que van anomenar a la Tanzània continental Azania, 'Terra de negres'. Aquests buscaven especialment espècies, esclaus i ivori, i amb el temps van acabar fundant colònies a la costa com a l'illa de Zanzíbar, Kilwa o Pemba, que servien de port d'embarcament i desembarcament de tota mena de mercaderies i finalment van acabar convertint-se en una sèrie de petits soldanats independents habitats per mestissos àrab-africans.
Al segle xvi, Portugal va conquerir Zanzíbar i va dominar la regió durant un segle. Al segle xviii, la costa va ser annexionada per Oman, encara que en 1832 es va independitzar com un soldanat amb capital a Zanzíbar, governat per la dinastia Omani. En les dècades següents, Zanzíbar va entrar en decadència degut a la competència dels tractants europeus i va haver d'evacuar a poc a poc els seus dominis a les costes del continent. Finalment, l'illa de Zanzíbar va passar a formar part de l'Imperi Britànic el 1896, després d'una guerra de 38 minuts, la més curta de la història.

### Colonialisme europeu
Les part continental de l'actual Tanzània, va ser adjudicada a Alemanya durant la Conferència de Berlín (1884-1885). En virtut d'això, es va crear la colònia de l'Àfrica Oriental Alemanya, també coneguda com a Tanganyika, que incloïa, a més de la major part de Tanzània, els actuals estats de Ruanda i Burundi. El 1905, una revolta dels mají mají contra el govern colonial alemany es va resoldre amb un genocidi en què van morir 75.000 africans. L'Àfrica Oriental Alemanya va ser l'única colònia germana a Àfrica que va resistir les invasions britàniques durant la Primera Guerra Mundial gràcies al geni militar del general Paul von Lettow-Vorbeck, però després de la signatura del tractat de Versalles es va lliurar la major part de Tanganyika a Gran Bretanya, i Ruanda i Burundi a Bèlgica.
Els britànics van administrar Tanganyika fins a 1961, any en què es va independitzar pacíficament i es va convertir en una república sota el govern del moderat Julius Nyerere, líder de la Unió Africana Nacional del Tanganyika (TANU). Per la seva banda, Zanzíbar va ser evacuat pels britànics dos anys més tard i es va convertir en un país independent sota el govern de Sheikh Abeid Amani Karum i el partit d'esquerres Afro-Shirazi, després d'enderrocar al sultà. Tanganyika i Zanzíbar van negociar una unificació d'ambdós estats que va adquirir el nom de Tanzània.
Nyerere, que es va mantenir al poder fins al 1985, va conduir el país seguint una política denominada "Socialisme Africà", internament designada "Ujamaa", que és un mot inventat que vindria a significar "l'abstracte de família", en suahili.

### Història recent

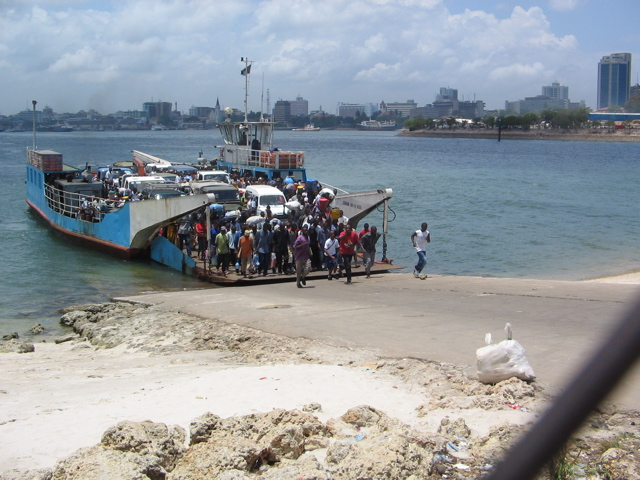
Dar es Salaam

El 1979, Tanzània va declarar la guerra a Uganda, després que Uganda, liderada per Idi Amin, envaís i tractés d'annexar-se Kagera, una província del nord del país. Tanzània primer va expulsar les forces invasores i després va envair la mateixa Uganda. L'11 d'abril de 1979 les forces tanzanes, juntament amb les guerrilles ugandeses i ruandeses, van prendre la capital, Kampala, i van forçar el dictador Idi Amin a exiliar-se.
El sistema de partit únic va finalitzar en 1995, any en què es realitzaren les primeres eleccions democràtiques al país des dels anys 70; l'octubre de 1995 Tanzània celebrà les seves primeres eleccions multipartidistes. L'anterior partit en el poder, Chama cha Mapinduzi (CCM), que significa "Partit de la Revolució", va guanyar folgadament les eleccions i, el 23 de novembre de 1995, el seu candidat Benjamin Mkapa va jurar el càrrec de president de la República Unida de Tanzània. El desembre de 2005, Jakaya Mrisho Kikwete va ser elegit president per un període de cinc anys.

#### 162.000 refugiats de Burundi aconsegueixen la ciutadania
El 17 d'octubre de 2014 el govern de Tanzània va donar la ciutadania a 162.156 refugiats polítics de Burundi en el que ha esdevingut el cas de naturalització més important de la història. A més a més el govern va iniciar el procés de naturalització de 40.000 persones més. Aquests refugiats han viscut sobretot a l'oest del país, a les regions de Tabora i de Katavi des de 1972 i han treballat sobretot en la recol·lecció de tabac i cafè. La ciutadania els dona dret a viure on vulguin al país. Abans Tanzània ja havia naturalitzat a 32.000 refugiats de Ruanda i 3000 bantús de Somàlia (Wazigües). A més, al país hi ha uns 60.000 refugiats de la República Democràtica del Congo.

#### Intenció d'expulsar els massais de les seves terres ancestrals
El govern de Tanzània ha emès una ordre als massais expulsant-los de les seves terres ancestrals situades vora el Parc Nacional del Serengeti perquè hi volen fer una reserva de caça per a la família de l'emir de Dubai. Això és contrari del que havia decidit fa un any, quan havia optat per a deixar-los el seu propi territori. El 18 de novembre de 2014 els seus representants es reuniren amb el Primer ministre Mizengo Pinda per a manifestar-li que hi estaven totalment en contra perquè aquesta zona és fonamental per la seva supervivència, ja que la necessiten per a la pastura dels seus ramats, que són la base de la seva economia. El 2016 el govern tanzanès els havia ofert una compensació d'uns 460.000 euros que havien refusat, ja que consideraven que no podien vendre les seves terres per la seva importància econòmica i sentimental.

## Geografia física

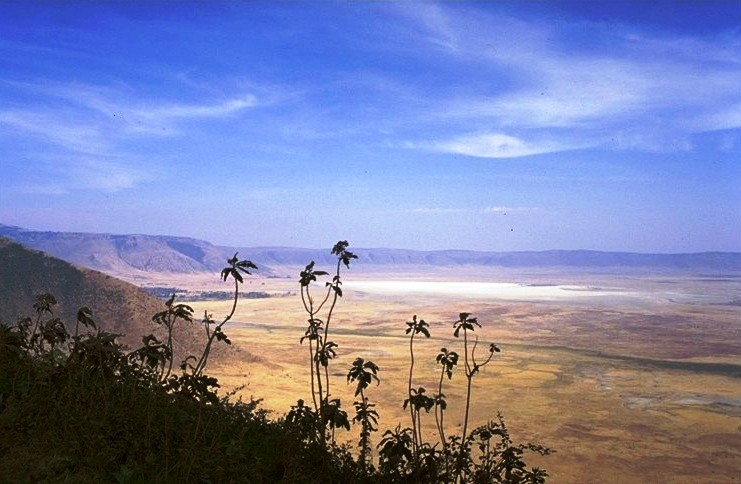
Cràter de l'Ngorongoro.

Tanzània és un país de l'Àfrica de l'Est d'una superfície de 945.087 km². Els països limítrofs són:
- nord: Kenya i Uganda
- oest: Ruanda, Burundi i la República Democràtica del Congo
- sud: Zàmbia, Malawi i Moçambic

Vista des del mar, Tanzània forma un altiplà d'uns 1.000 metres d'altitud que s'estén fins als llacs Malawi i Tanganika que sorgeix des de la vall del Gran Rift, que compren els llacs Natron, Eyasi i Manyara que separa la cadena de muntanyes del nord, dominada pel Kilimanjaro, prop de la frontera amb Kenya.
Les condiciones climàtiques semiàrides del nord i la presència de la Mosca tse-tse a les regions del centre i de l'oest ha provocat que la població s'agrupés a la resta del país.
A la regió d'Arusha, que es troba al nord del país, podem trobar-hi les restes del cràter del Ngorongoro. El cràter Ngorongoro, amb la seva forma de caldera, format fa uns 2.500 anys, s'ha fet famós perquè amb el seu diàmetre de 20 km i una superfície d'aproximadament uns 300 km² és un paradís natural, una "arca de Noè" equatorial on les condicions climàtiques permeten als animals habitar durant tot l'any, des dels hipopòtams fins als flamencs roses que habiten al proper llac Makat
El centre del país està constituït per un altiplà banyat pels rius que desemboquen a l'est, a l'oceà Índic. La façana marítima del país està formada per una plana costanera on hi trobem l'arxipèlag de Zanzíbar, format per tres illes principals: Zanzíbar, Pemba i Màfia.
A Tanzània hi trobem nombrosos volcans però únicament un d'ells es troba actiu: l'Oi Onyo Legaï. La muntanya més alta és el Kilimanjaro, ja mencionat anteriorment, que també és un volcà.

### Hidrografia

Mapa de Tanzània.

El punt més rellevant de la hidrografia de Tanzània és el llac Victòria, que es troba al nord del país, fent frontera amb els estats d'Uganda i Kenya. És el llac més extens de l'Àfrica i tradicionalment se l'ha anomenat com la font del Nil. Al sud-oest, separant Tanzània de la República Democràtica del Congo, hi trobem el llac Tanganika. S'estima que aquest llac és el segon més vell (i el segon més profund) del món després del llac Baikal a Sibèria.

### Ecologia

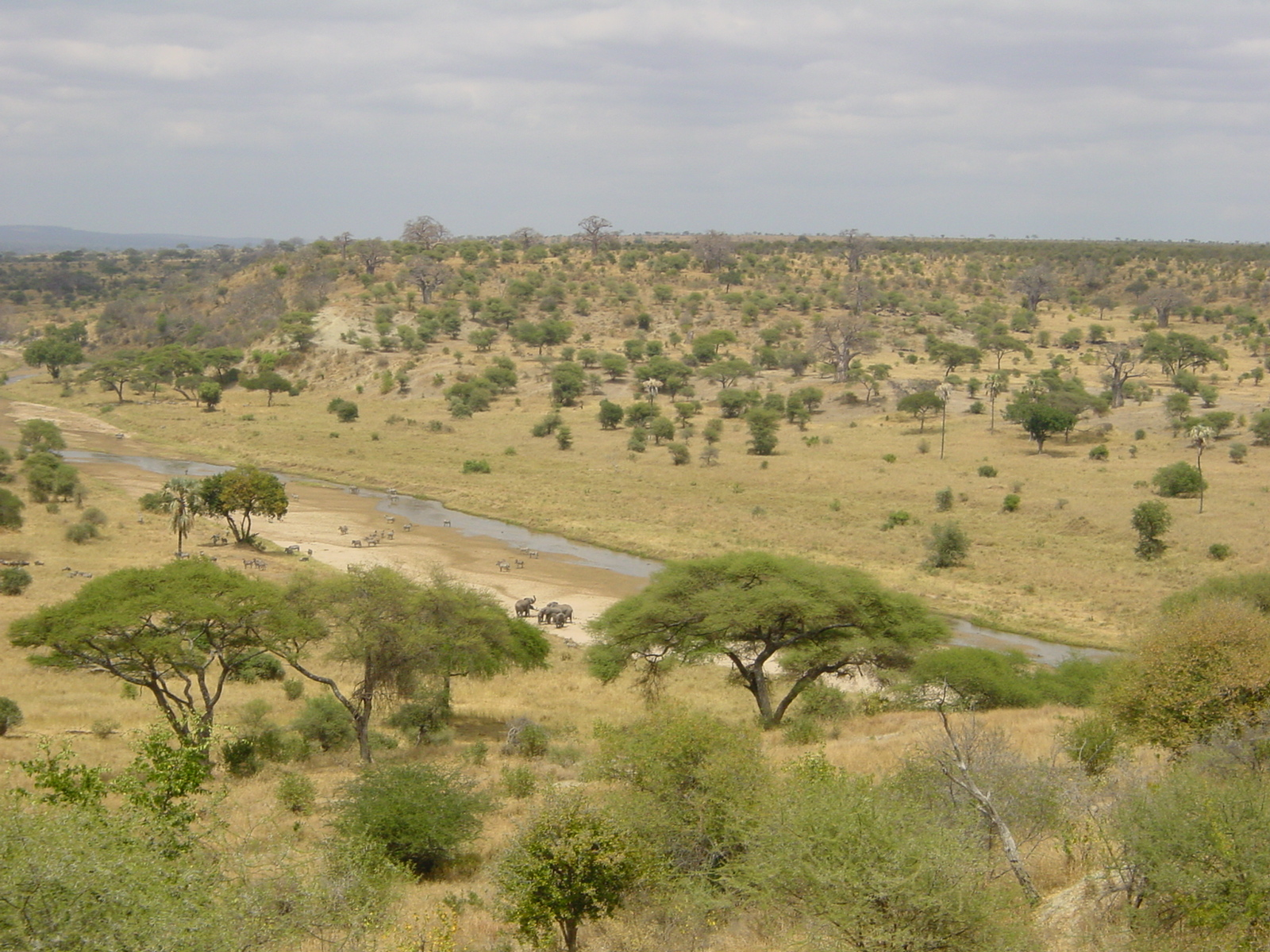
Sabana d'acàcies al Parc Nacional de Tarangire.

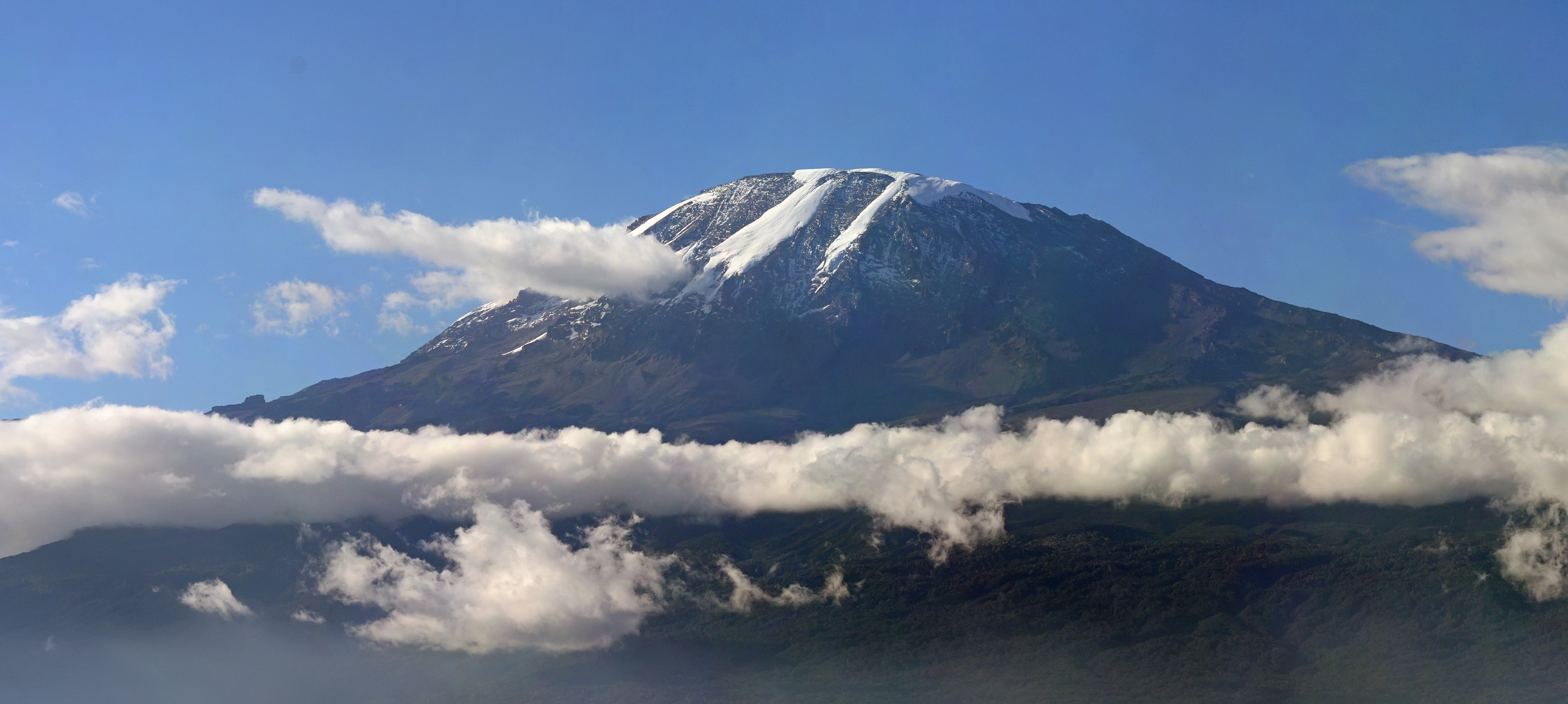
El Kilimanjaro, la muntanya més alta del continent africà amb els seus 5.895 metres.

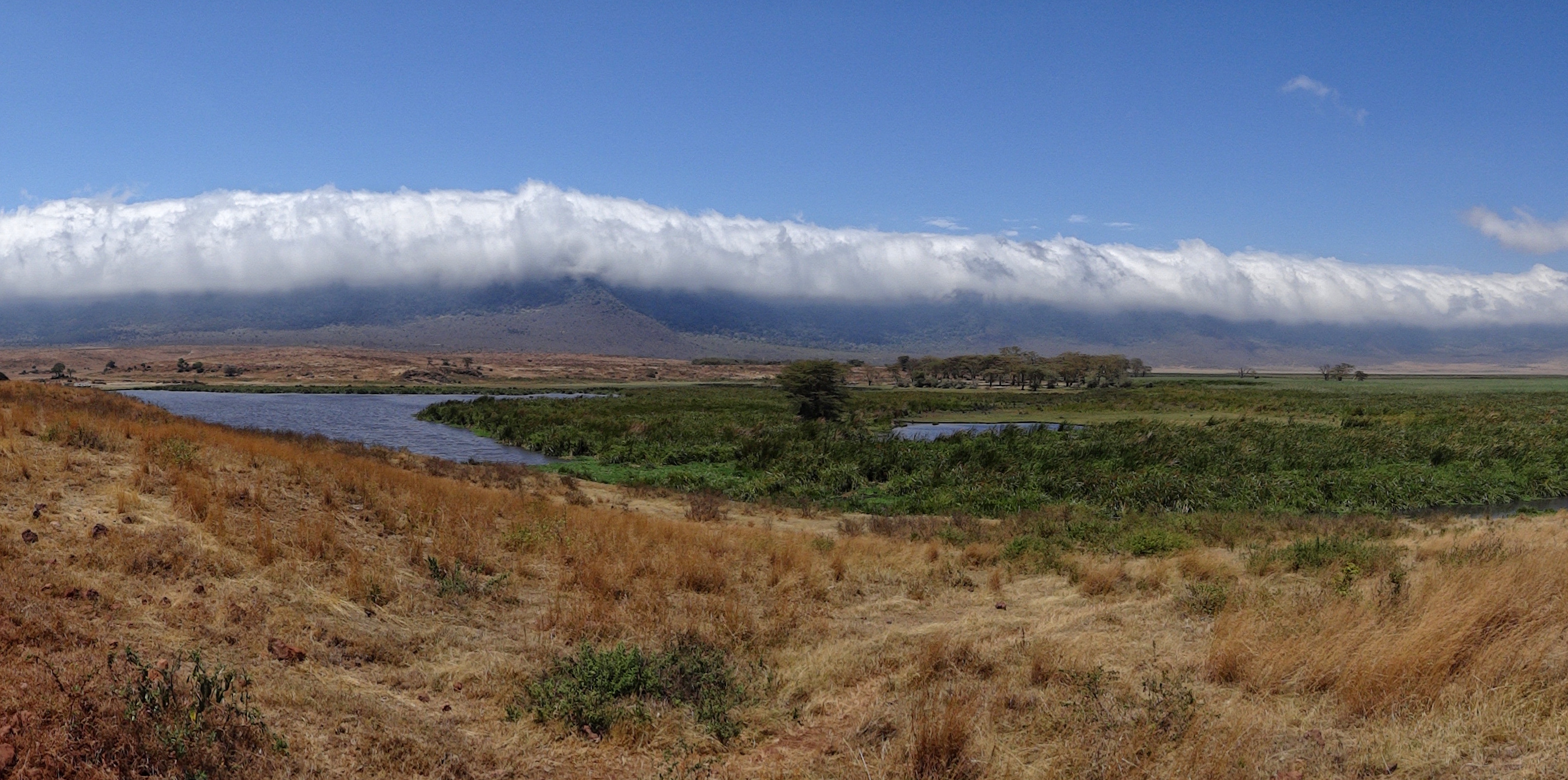
Cràter de la Zona de conservació de Ngorongoro.

La major part del territori de Tanzània correspon al bioma de sabana. El WWF hi distingeix set ecoregions de sabana:
1. Mosaic de selva i sabana de la conca del llac Victòria, a l'extrem nord-est, entre el Llac Victòria i Ruanda. És una ecoregió de sabana que ocupa 165.800 quilòmetres quadrats en una franja que envolta el llac Victòria pel nord i l'oest, des de l'oest de Kenya, passant pel centre d'Uganda, l'est de la República Democràtica del Congo, el nord-oest de Tanzània i l'est de Ruanda, fins al nord-est de Burundi. Limita al nord amb la sabana sudanesa oriental, al nord-est amb la sabana arbustiva de Kenya, a l'est amb la selva montana de l'Àfrica oriental i la sabana arbustiva de Tanzània, al sud amb la sabana arbrada de Miombo del Zambeze central i a l'oest amb la selva montana de la falla Albertina. A més, pertany també a l'ecoregió un enclavament situat al nord-est, a la frontera entre Sudan i Etiòpia, envoltat per la sabana sudanesa oriental al nord i a l'oest, la selva montana d'Etiòpia a l'est, la sabana arbustosa de Somàlia al sud-est i la sabana arbustiva de Kenya al sud. La fauna és abundant en tots els sentits: grans mamífers (hipopòtams i búfals), rèptils, com cocodrils, i peixos com els coneguts cíclids.
2. Sabana arbustosa de Tanzània forma part de la regió denominada sabana d'acàcies de l'Àfrica Oriental, inclosa a la llista Global 200, és una ecoregió de sabana que ocupa una superfície de 227.800 quilòmetres quadrats al nord i centre de Tanzània i el sud-oest de Kenya, l'ecoregió està dividida en dos per la praderia volcànica del Serengeti. La vegetació dominant és la sabana arbustiva, en la qual les espècies més representatives pertanyen als gèneres Acacia, Commiphora i Crotalaria. La concentració de grans mamífers és extraordinària. L'ecoregió és l'escenari de la migració anual de més d'un milió de nyus blaus (Nyu taurinus), 400.000 gaseles de Thomson (Gazella thomsoni) i 200.000 zebres comuns (Zebra comuna). Conseqüentment, les poblacions de grans depredadors també és elevada: hiena tacada (Crocuta Crocuta), lleó (Lleó), lleopard (Panthera pardus), guepard (Acinonyx jubatus), licaó (Lycaon)... Es coneixen tres rèptils endèmics: la serp verinosa Amblyodipsas dimidiata i les Amphisbaenia Geocalamus acutus i Geocalamus modestus. L'estat de conservació és vulnerable.
3. Prats volcànics del Serengeti és una ecoregió de sabana que ocupa una extensió de 18.000 quilòmetres quadrats, en dues regions separades a banda i banda del braç oriental del Gran Vall del Rift. La regió occidental es troba a la plana de Serengeti. L'ecoregió està formada per planes herbàcies ondulades cobertes de cendres volcàniques procedents de diversos volcans propers, interrompudes per afloraments rocosos aïllats (Inselbergs) anomenats a l'Àfricakopje. Les temperatures màximes mitjanes oscil·len entre 24 i 27 °C, i les mínimes entre 15 i 21 °C. Les precipitacions anuals, molt estacionals, varien entre els 1.050 mm del nord-oest i els 550 del sud-est, hi ha dues estacions humides, entre març i maig i entre novembre i desembre. Entre les espècies dominants de la flora es troben Sporobolus, Pennisetum mezianum, Eragrostis tenuifolia, Andropogon greenwayi, Panicum coloratum, Cynodon dactylon (pota de perdiu), Chloris Gayana, Dactyloctenium, Digitaria macroblephara i Kyllinga. Aquestes praderies són vitals per a les migracions de milions de grans mamífers: el Nyu blau (Nyu taurinus), la zebra de Burchell, la gasela de Thomson (Gazella thomsoni), el Eland comú (Taurotragus oryx)... Un gran nombre d'espècies de depredadors habita l'ecoregió: guepard (Acinonyx jubatus), lleó (Panthera leo), lleopard (Panthera pardus), hiena tacada (Crocuta Crocuta), hiena ratllada (Hyaena hyaena), xacal ratllat (Canis adustus), xacal daurat (Canis aureus) xacal de gualdrapa (Canis mesomelas), Ratel (Mellivora capensis), caracal (Caracal caracal), serval (Leptailurus serval), gat salvatge (Felis sylvestris), guineu orellut (Otocyon megalotis) i diverses espècies de civetes, genetes i mangostes (família Viverridae). Altres espècies importants per la seva abundància són el cobo untuós (Kobus ellipsiprymnus), Bubal (Alcelaphus buselaphus), topi (Damaliscus lunatus), impala (Aepyceros melampus), gasela de Grant (Gazella granti), búfal cafre (Syncerus caffer) i el cocodril del Nil (Crocodylus niloticus). La cigonya blanca (Ciconia ciconia) hiverna en aquesta ecoregió. El Parc Nacional de Serengeti fou declarat Patrimoni de la Humanitat per la UNESCO.
4. Sabana arbustosa de Kenya, és una ecoregió de sabana semiàrida que ocupa una superfície total de 326.000 quilòmetres quadrats del nord-oest al sud de Kenya, i s'estén a més pel nord-est d'Uganda, el sud-est del Sudan, al sud-oest d'Etiòpia i el nord-est de Tanzània. El clima és tropical estacional, amb dues estacions plujoses, la més important entre març i juny i l'altra entre octubre i desembre. Les pluges són molt variables d'any en any, i les sequeres són freqüents. De mitjana, les precipitacions anuals varien entre els 200 mm a prop del llac Turkana i els 600 mm a prop de la costa de Kenya. Els incendis són freqüents. La vegetació dominant és la sabana arbustiva, en la qual les espècies més representatives pertanyen als gèneres Acacia, Commiphora i Boswellia. La diversitat en la fauna és elevada, Destaquen diversos ungulats adaptats a les condicions d'aridesa de l'ecoregió: la zebra de Grévy (Equus grevyi), el orix beix (Oryx beix), el gerenuk (Litocranius walleri) i el Kudu menor (Tragelaphus imberbis). Els últims rinoceronts negres (Rinoceront negre) de l'Àfrica Oriental es troben en zones protegides d'aquesta ecoregió, hi ha poques espècies endèmiques, quatre rosegadors: Gerbillus cosensi,Gerbillus diminutus,Gerbillus percivali i Muridae; tres aus: Alàudid de Friedmann (Mirafra polpa), Mirafra williamsi i Timaliidae de Hinde (Turdoides hindei); tres rèptils: els Gekkonidae Lygodactylus scheffleri i Lygodactylus laterimaculatus i la serpAmblyodipsas teitana; un amfibi: la granotaHyperolius sheldricki.
5. Sabana arbrada de miombo oriental cobreix una àrea de 483.900 quilòmetres quadrats entre el sud de Tanzània, al nord de Moçambic i el sud-est de Malawi, entre els 200 i els 800 o 900 metres d'altitud, limita al nord-oest amb la selva de l'Arc Oriental del Rift i la sabana arbustiva de Tanzània, al nord-est amb la selva mosaic costanera de Zanzíbar, a l'est amb la selva mosaic costanera d'Inhambane, a l'oest amb el mosaic montà de prada i selva del Rift meridional i el llac Malawi, al sud-oest amb la praderia inundada del Zambeze, el mosaic montà de selva i praderia de Malawi meridional i la sabana arbrada de mopane del Zambeze, i al sud amb la sabana costanera inundada del Zambeze. La vegetació de Miombo està adaptada a la sequedat del clima i la pobresa dels sòls. Les espècies arbòries dominants són Brachystegia spiciformis, Brachystegia boehmii, Brachystegia allenii i Julbernardia globiflora. L'ecoregió alberga les que possiblement són les majors poblacions d'elefant africà (Loxodonta africana) i licaó (Gos salvatge africà) del continent. L'estat de conservació és relativament estable / intacta, a causa de la presència de la mosca tse-tse i la guerra civil a Moçambic, la població humana és escassa, però està augmentant.
6. Sabana arbrada de miombo del Zambeze central una de les sabanes més extenses d'Àfrica, amb una superfície d'1.184.200 quilòmetres quadrats, ocupa l'oest de Tanzània, l'est i sud de Burundi, el sud-est de la República Democràtica del Congo, el nord de Malawi i de Zàmbia i l'extrem oriental d'Angola. El clima és àrid, amb severes sequeres, però existeixen en l'ecoregió nombrosos aiguamolls, que cobreixen el 30% de la seva superfície. Només dos musaranyes són endèmiques entre els mamífers: Crocidura ansellorum i Crocidura zimmeri, així com dos aus: el Ploceidae de Lufira (Ploceus ruweti) i l'estríldid de cara negra (Estrilda nigriloris), entre l'herpetofauna, el nombre d'endemismes és més gran: es coneixen 19 espècies de rèptils endèmics i 13 d'amfibis.
7. Arbustos d'Itigi i Sumbu és una petita ecoregió de sabana, molt poc estudiada, que ocupa una superfície total de 7.800 quilòmetres quadrats repartits entre dos enclavaments separats: un al centre de Tanzània, al voltant de la ciutat de Itigi, i l'altre a Zàmbia, entre els llacs Moer i Tanganyika, a la frontera amb la República Democràtica del Congo, en què penetra en el territori lleugerament, tots dos enclavaments es troben envoltats per la sabana arbrada de Miombo del Zambeze central, l'enclavament tanzà limita a més, al sud-est, amb la sabana arbustiva de Tanzània, el de Zàmbia limita a l'est amb el llac Tanganyika i l'oest amb la praderia inundada del Zambeze, al voltant del llac Moer. El clima es caracteritza per tres estacions al llarg de l'any: una estació freda i seca entre maig i agost, una estació càlida i seca entre agost i novembre, i una estació plujosa entre novembre i abril. Les precipitacions mitjanes anuals se situen en 1.400 mm en l'enclavament de Zàmbia, i en 500 mm al de Tanzània. La vegetació característica de l'ecoregió és un gruix impenetrable totalment diferent de les sabanes que l'envolten. S'han identificat més de cent espècies llenyoses, en general arbusts molt ramificats, sense espines, d'entre 3 i 5 metres d'alçada. La major part de les espècies són de fulla caduca. El rinoceront negre (Diceros bicornis) ha estat erradicat de l'ecoregió causa de la caça furtiva. Es coneixen poblacions d'elefants (Loxodonta africana) i búfal cafre (Syncerus caffer).

Les regions muntanyoses estan cobertes de selves umbròfiles i, a major altitud, prats de muntanya:
- Selva muntanyosa de l'Àfrica oriental al nord-est.
- Selva muntanyosa de la falla Albertina a l'oest.
- Selva de l'Arc Oriental del Rift a l'est i el centre.
- Erm muntanyós de l'Àfrica oriental al nord-est.
- Mosaic muntanyós de prats i selva del Rift meridional al sud-oest.

Les costes estan ocupades per selves costaneres (selva mosaic costanera de Zanzíbar al nord i el centre, i selva mosaic costanera d'Inhambane al sud) i manglars (Manglar de l'Àfrica oriental).
L'ecologia de Tanzània es completa amb diversos enclavaments de prats inundats:
- Salobrar de l'Àfrica oriental (nord i centre).
- Prats inundats del Zambeze (centre).

### Clima
Tanzània té un clima tropical. Als altiplans, les temperatures varien en els 10˚C i els 20˚C durant les estacions càlides i fredes, respectivament. La resta del país té temperatures que rarament baixen per sota els 20˚C. El període més càlid s'estén entre els mesos de novembre i de febrer (25˚C - 31˚C), i el període més fred es dona entre maig i agost (15˚C - 20˚C).
A Tanzània hi trobem dos règims plujosos: un és "unimodal" (desembre - abril) i l'altre és "bimodal" (octubre - desembre i març - maig). El primer el trobem al sud, sud-est, centre i l'oest del país, i el segon es dona a la part nord i la costa nord.
El mode bimopdal, les pluges entre els mesos de març i maig es coneixen com a llargues pluges o Masika, metre que les pluges de d'octubre a desembre, generalment es coneixen com a pluges curtes o Vuli.

## Política i govern

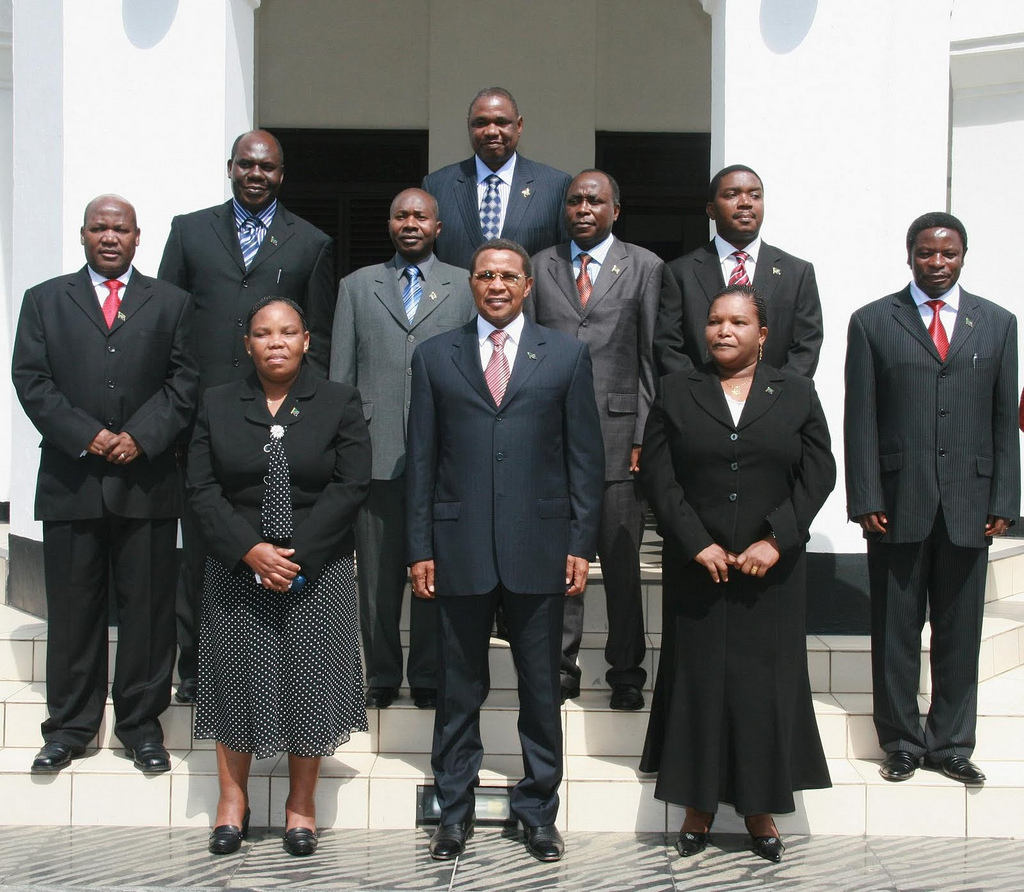
Jakaya Mrisho Kikwete, president entre 2005 i 2015, i els membres del seu govern.

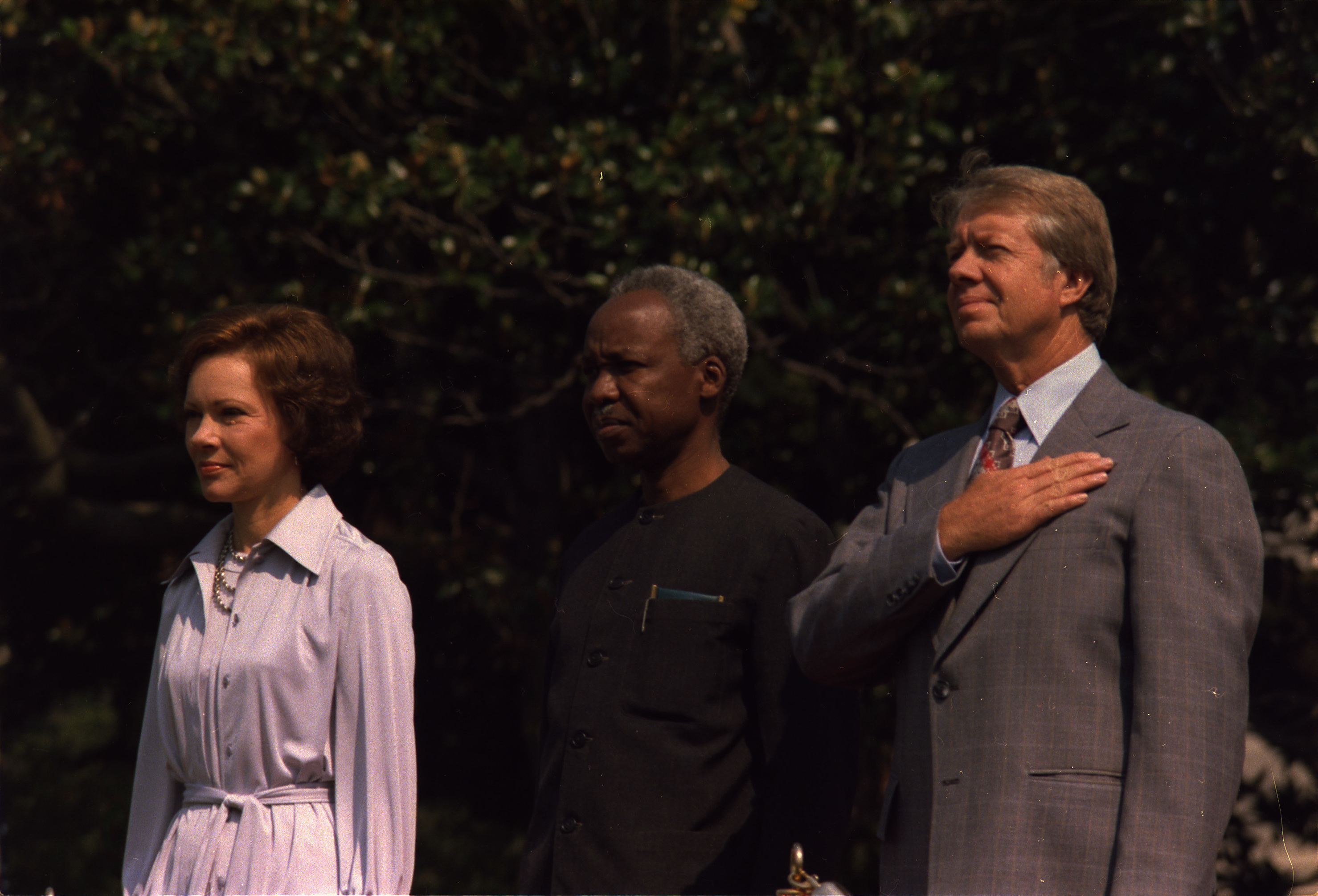
El primer president de Tanzània, Julius Nyerere, amb el president nord-americà Jimmy Carter i la primera dama Rosalynn Carter el 1977.

El Partit Revolucionari, successor del TANU de Nyerere, i la seva filosofia del socialisme africà, mantenen el predomini en el govern. El 1977 es va aprovar la creació d'altres partits a Tanzània, fet que es va acabar de definir sota el govern d'Ali Hassan Mwinyi, successor el 1985 de Nyerere.
Forma de govern
- República amb el President escollit per a cinc anys
- dos vicepresidents: d'aquests han de ser un, president de Zanzíbar i l'altre, Primer Ministre
- Assemblea Nacional de 291 membres
- Cambra de Representants de Zanzíbar, de 75 membres.

Govern actual
- Cap de l'Estat: John Magufuli (des del 5 de novembre de 2015)
- Primer Ministre: Mizengo Pinda (des del 9 de febrer de 2008)
- Últimes eleccions : octubre de 2015.

### Afers exteriors
Julius Nyerere, el primer president de Tanzània, va ser un dels membre fundadors del Moviment de Països No Alineats, i durant la Guerra freda, Tanzània va tenir un important rol en organitzacions regionals i internacionals, com el Moviment de Països No Alineats, la Front Line States (FLS), el G-77, i l'Organització per a la Unitat Africana (OAU) (actualment Unió Africana). Com un dels estadistes africans més coneguts, Nyerere va ser personalment actiu en moltes d'aquestes organitzacions, i va ser president de l'OUA (1984-85) i president dels sis Estats de primera línia relacionats amb l'eliminació de l'apartheid a Sud-àfrica. La mort de Nyerere, el 14 d'octubre de 1999, encara és commemorat anualment.
Tanzània manté bones relacions amb els seus veïns a la regió i en els darrers anys ha estat un participant actiu en els esforços per promoure la solució pacífica de les controvèrsies que han sorgit. Tanzània està ajudant a les converses de pau per posar fi als conflictes a Burundi i dona suport a l'acord de Lusaka sobre el conflicte a la República Democràtica del Congo. El març de 1996, Tanzània, Uganda i Kenya van revifar les converses de la cooperació econòmica i regional. Aquestes negociacions van culminar amb la signatura d'un Tractat de Cooperació de l'Àfrica Oriental el setembre de 1999, que ha de conduir en el seu moment a la integració econòmica mitjançant el desenvolupament de la Comunitat de l'Àfrica Oriental. Tanzània és l'únic país a l'Àfrica oriental, que també és membre de la Comunitat de Desenvolupament de l'Àfrica Austral (SADC).

### Divisió administrativa
Tanzània  està dividida en 30 regions o mkoa (les capitals estan indicades entre parèntesis):
| Arusha (Arusha)               | Mwanza (Mwanza)               |  |
| Dar es Salaam (Dar es Salaam) | Njombe (Njombe)               |  |
| Dodoma (Dodoma)               | Pemba North (Wete)            |  |
| Geita (Geita)                 | Pemba South (Mkoani)          |  |
| Iringa (Iringa)               | Pwani (Kibaha)                |  |
| Kagera (Bukoba)               | Rukwa (Sumbawanga)            |  |
| Katavi (Mpanda)               | Ruvuma (Songea)               |  |
| Kigoma (Kigoma)               | Shinyanga (Shinyanga)         |  |
| Kilimanjaro (Moshi)           | Simiyu (Bariadi)              |  |
| Lindi (Lindi)                 | Singida (Singida)             |  |
| Manyara (Babati)              | Tabora (Tabora)               |  |
| Mara (Musoma)                 | Tanga (Tanga)                 |  |
| Mbeya (Mbeya)                 | Zanzíbar Central-Sud (Koani)  |  |
| Morogoro (Morogoro)           | Zanzíbar Nord (Mkokotoni)     |  |
| Mtwara (MtwaraMtwara)         | Zanzíbar Urbà/Oest (Zanzíbar) |  |

Les regions se subdivideixen en 98 wilaya (districtes), i els districtes es divideixen en Wards.

## Economia

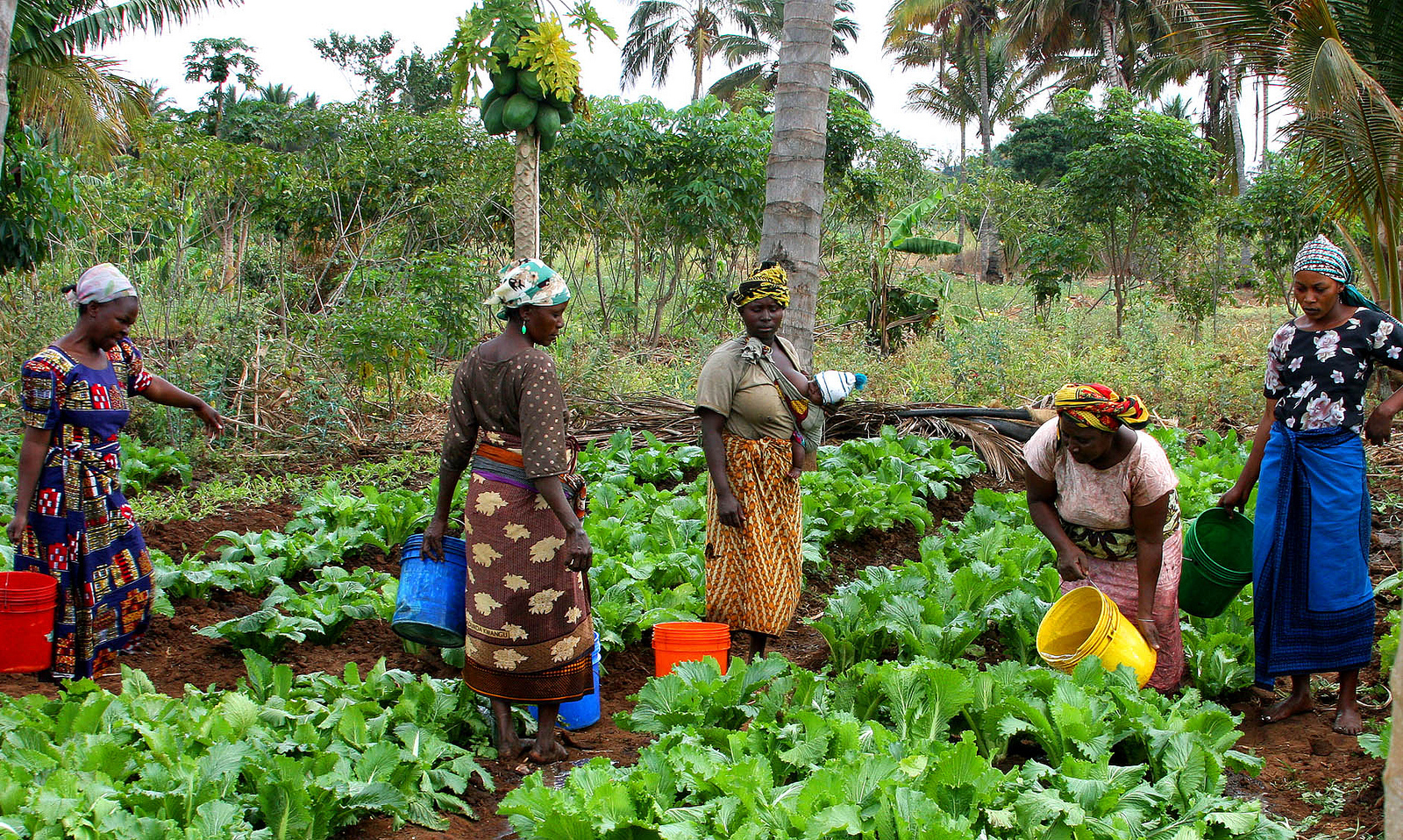
Dones agricultores a Morogoro.

L'economia de Tanzània es basa fonamentalment en l'agricultura, però només és cultivable el 4% del sòl; aquest sector representa la meitat del PIB, el 85% de les exportacions i, a més, dona treball al 90% de la classe treballadora. La indústria del país es limita bàsicament al processament dels productes agrícoles.
Tanzània té també importants recursos naturals, entre ells mines d'or (com la de Tulawaka) i reserves de gas natural al delta del Rufiji.
Principalment Tanzània produeix: cafè, cotó, sisal (Agave sisalana), te i diamants.
L'emisió de segells postals, principalment destinat als col·lecciones, és també una important font d'ingressos per a la seva economia.
Des de finals dels anys 1990, té rellevància l'exportació mundial de filets de perca del Nil (Lates niloticus), peix invasor
introduït al llac Victòria als anys 1950. L'impacte econòmic aparentment favorable, és contrarestat pel negatiu impacte ecològic i social que suposa. El documental de l'any 2004 El malson de Darwin (Darwin's Nightmare, en anglès), escrit i dirigit per Hubert Sauper, reflexiona sobre els efectes ambientals i socials de la indústria pesquera al voltant del Llac Victòria de Tanzània, i el seu aspecte exemplificador sobre les conseqüències de la globalització econòmica. Per alguns, les conclusions del documental són controvertides.
Les organitzacions financeres internacionals han deixat durant molts anys fons per a rehabilitar la deteriorada xarxa d'infraestructures del país; no obstant això es va convertir en un problema en haver de tornar els préstecs més els interessos. Aquesta situació es va solucionar el 5 de gener de 2006, quan el Banc Mundial, el Fons Monetari Internacional i el Banc Africà de Desenvolupament van condonar el deute a 19 països (entre ells Tanzània) per ser els països més pobres i endeutats del món.
Aquesta decisió es va prendre a partir d'una proposta que va fer el Regne Unit en el marc de la confèrencia del G8 a Gleneagles, Escòcia.

## Geografia humana i societat

### Demografia

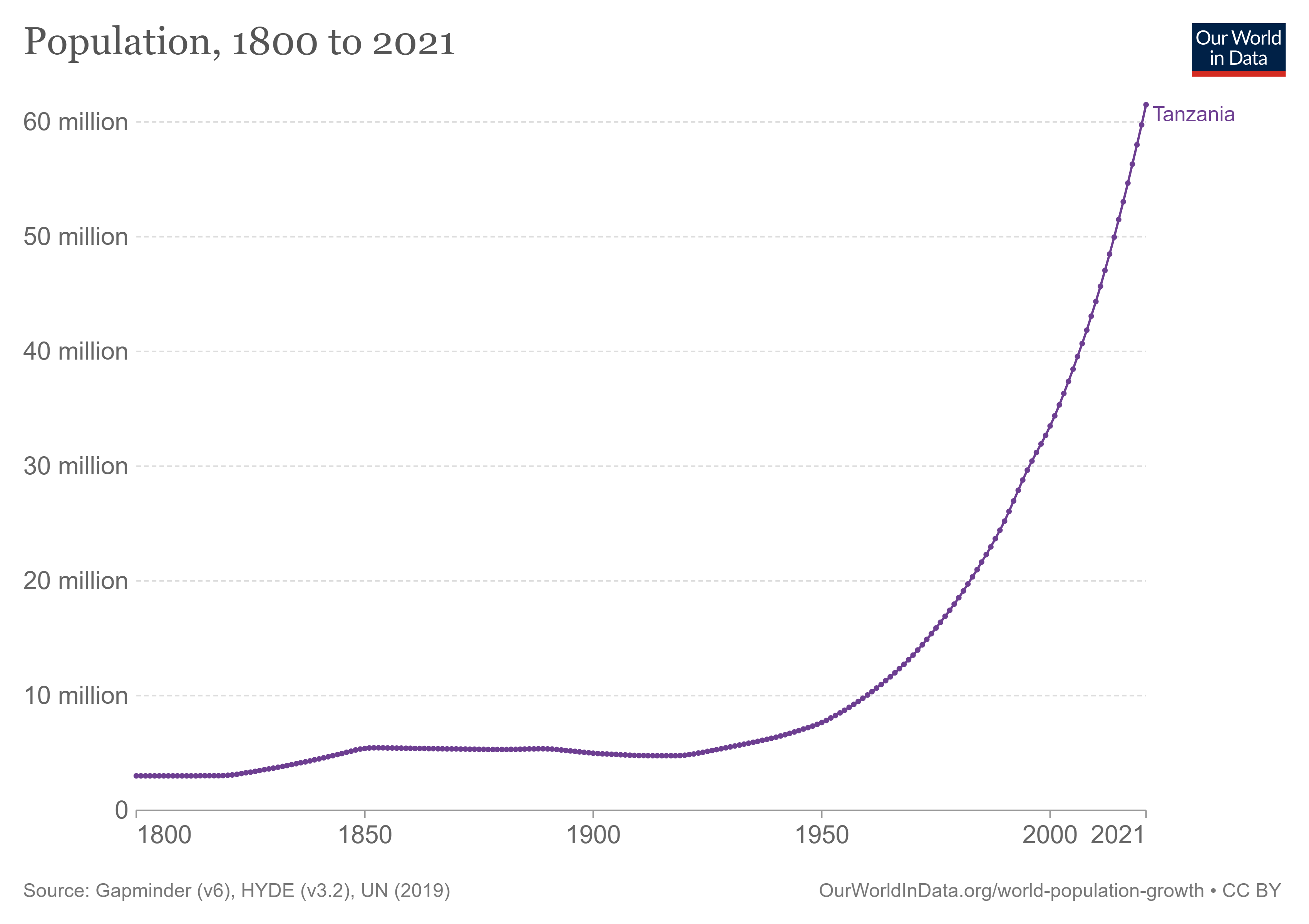
Evolució demogràfica entre 1961 i 2003 segons la FAO. Població en milions d'habitants.

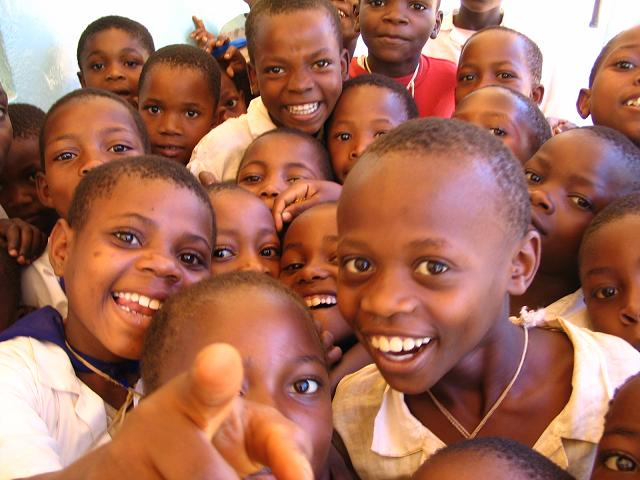
Nens tanzans.

Hi ha més de 120 grups ètnics la majoria d'origen bantu i que reuneixen la major part de la població. No cal destacar rivalitats ètniques. Les llengües oficials i més difoses són el suahili i l'anglès. Tres de cada quatre tanzans viuen al camp. Alfabetisme del 78,2% i alt nivell de deserció a la secundària. La primària és gratuïta. El 66% compta amb serveis de salut.
- Població: 39.384.223

Nota: l'estimació per aquest país té en compte els efectes de la mortalitat excessiva a causa del SIDA (estimat a juliol de 2007).
El 2024 la població ha augmentat a 63.588.334 persones.
- Piràmide d'edat
- De 0 a 14 anys: 43,9% (h. 6.536.911, d. 6.576.752).
- De 15 a 64 anys: 53,3% (h. 7.360.370, d. 7.739.500).
- Més de 65 anys: 2,8% (h. 396.128, d. 448.809).
- Creixement de la població: 2,0%
  - Taxa de natalitat: 35,95 naix./1.000 pers.
  - Taxa de mortalitat: 13,36 def./1.000 pers.
  - Taxa d'immigració neta: –1,68 immigrants/1.000 pers. Nota: el nombre total de refugiats de Ruanda i Burundi a Tanzània és d'uns 750.000.
  - Taxa de mortalitat infantil: 71,6 def./1.000 naixements vius.
  - Taxa de fertilitat: 4,77 nens nascuts per dona.
- Percentatge homes/dones
- Al néixer: 1,03 homes/dones.
- Més de 65 anys: 0,79 homes/dones.
- Totes les edats: 0,98 homes/dones.
- Esperança de vida
  - Esperança de vida del total de la població: 50,71 anys.
  - Homes: 49,41 anys.
  - Dones: 52,04 anys.

### Sanitat
Entre els menors de cinc anys, la taxa de mortalitat el 2006 va ser de 118 cada 1.000 nens i nenes. L'esperança de vida el 2006 era de 50 anys. Entre els 15 i els 60 anys, la taxa de mortalitat el 2006 va ser de 518 de cada 1.000 homes i 493 de cada 1.000 dones.
La principal causa de mort entre els nens que sobreviuen el període neonatal és la malària. Per als adults, és el VIH / SIDA. La cobertura de tractament antiretroviral per a les persones amb una infecció avançada del VIH el 2006 va ser de 14%.
Dades de 2006 mostren que el 55% de la població tenia accés a fonts d'aigua potable i el 33% tenia accés a tractaments sanitaris.

### Llengües
A Tanzània hi ha més d'un centenar de llengües autòctones, la majoria de les quals són bantus, però també hi ha llengües khoisànides, cuixítiques, i nilòtiques. No obstant això, les dues llengües oficials són el suahili i l'anglès, que funcionen com a llengües vehiculars entre parlants de llengües maternes diferents i com a aglutinadors (especialment el suahili) d'una societat on conviuen moltes ètnies diverses; en canvi, les llengües autòctones no tenen cap mena de reconeixement ni a l'àmbit de l'educació ni en els mitjans de comunicació.

## Cultura i oci

### Ètnies
Dels cent o més grups ètnics tanzans, la majoria són d'origen bantu. La influència àrab a les illes de Zanzíbar i Pemba s'evidencia en les seves gents, mescla de sirazíes (de procedència iraniana), àrabs, comoerenses (originaris de les illes Comores) i bantu (l'ètnia predominant).
La població asiàtica constitueix una minoria important, especialment als pobles i les ciutats. Els europeus (descendents o expatriats), conformen una minoria més reduïda. La major part dels habitants que no correspon als bantu, pertany als massais (la llengua dels quals és el nilòtic), i poblen la zona nord-est del país.

### Religió

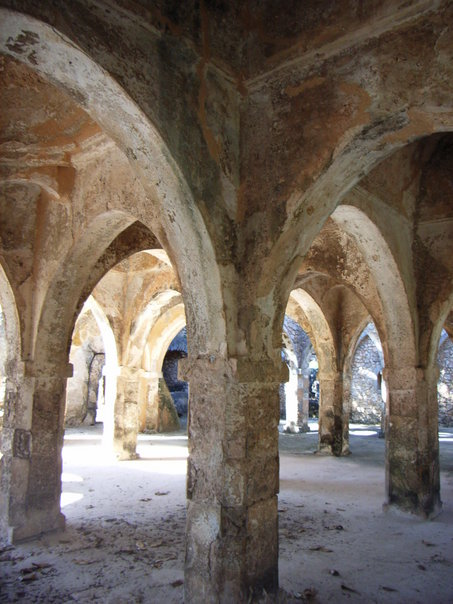
Sala d'oració de la Gran Mesquita de Kilwa Kisiwani, declarada Patrimoni de la Humanitat.

La majoria de la població professa el cristianisme, l'islam i també les religions indígenes. El gruix dels musulmans es concentren al llarg de la costa i a les illes. En comparació a l'islam, el cristianisme va trigar molt temps a deixar petjada, i fins i tot llavors (durant el segle xix) únicament ho practicaven diverses tribus de l'interior. En l'actualitat, romanen nombrosos clans que no segueixen cap de les principals religions i que veneren a l'antic esperit del seu culte.
Els massais creuen en el déu Engai i en el seu messies Kindong_oi, progenitor dels sacerdots del seu credo. En l'actualitat, i segons s'afirma, no existeix biaix religiós en l'administració civil i política del país.

### Música
La música i el ball tanzans dominen gran part d'Àfrica oriental. De ritme vigorós i famós per les seves encomanadisses lletres, el so del suahili tanzà es manté viu gràcies al pròsper món de les bandes musicals i la dansa. Remmy Ongala constitueix el nom més conegut fora del país.
A Zanzíbar radica el cor de la destacable tradició poètica i musical coneguda amb el nom de taraab. La deessa d'aquest captivador estil, Siti Bint Saad, va ser la primera cantant africana que va realitzar enregistraments ja l'any 1928.
Freddie Mercury, el llegendari cantant del grup Queen, va néixer i va passar els primers anys de la seva vida al país.

### Literatura

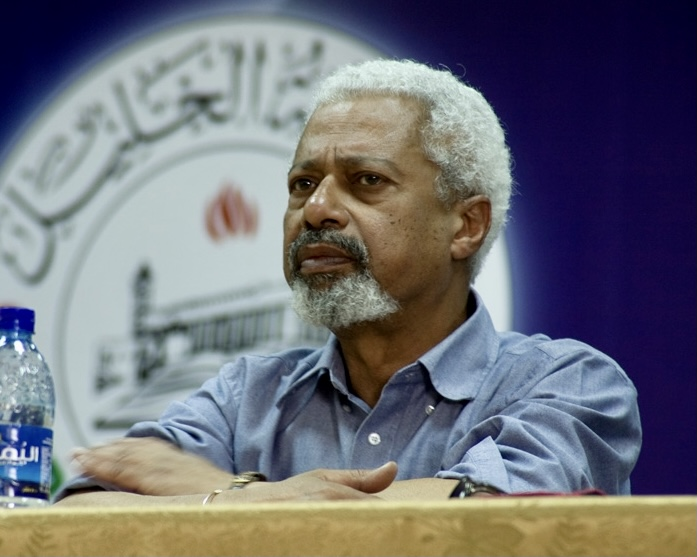
El premi Nobel Abdulrazak Gurnah, 2009.

De Tanzània han sorgit diversos escriptors, com May Balisidya, Euphrase Kezilahabi, Mathias E. Mnyampala, Gabriel Ruhumbika o Abdulrazak Gurnah. Aquest últim va ser guardonat amb el Premi Nobel de Literatura de 2021.

### Gastronomia
No existeix una diferència apreciable entre el menjar kenyà i el tanzà, la qual cosa podria considerar-se una notícia negativa pels gastrònoms. Igual que a Kenya, el xoma (carn a la graella), s'ha estès per tot arreu, especialment en restaurants amb servei de bar.
No obstant això, la costa, al costat de les illes de Zanzíbar i Pemba, ofereix una selecció decent de plats tradicionals suahilis basats en el marisc. La beguda nacional és la cervesa Safari Lager, i el licor local pot definir-se com una barreja letal de rom blanc: el konyagi.

### Esports
El futbol es juga àmpliament arreu del país, amb els seguidors repartits majoritàriament entre els dos grans equips: els Young Africans Football Club, de Dar es Salaam, i el Simba Sports Club, de Dar es Salaam. A bàsquet també s'hi juga força però, principalment a l'exèrcit i a les escoles. Tanzània està orgullosa de tenir un jugador de l'NBA, Hasheeem Thabeet que juga als Memphis Grizzlies. És el primer tanzà a jugar a la principal lliga de bàsquet del món. I el Rugbi a 15 és un esport minoritari però creixent. Tanzània competeix en els Jocs de la Commonwealth, així com al Campionat africà d'atletisme.

#### Jocs Olímpics
Tanzània als Jocs Olímpics està representada pel Comité Olímpic de Tanzània.
Filbert Bayi i Suleiman Nyambui són els únics tanzans que han aconseguit alguna medalla en uns Jocs; i ambdós van aconseguir-les durant els Jocs Olímpics de Moscou, l'any 1980.
- Medalles

| Event       | Or | Plata | Bronze | Total |
| Moscou 1980 | 0  | 2     | 0      | 2     |
| Total       | 0  | 2     | 0      | 2     |

- Medallistes

| Medalla | Nom              | Jocs        | Esport    | Prova                            |
| ------- | ---------------- | ----------- | --------- | -------------------------------- |
| Plata   | Filbert Bayi     | Moscou 1980 | Atletisme | 3.000 metres obstacles masculins |
| Plata   | Suleiman Nyambui | Moscou 1980 | Atletisme | 5.000 metres llisos masculins    |

## Personatges il·lustres
- Freddie Mercury
- Abdulrazak Gurnah